# Plaza de toros de Utiel
La plaza de toros de Utiel (Provincia de Valencia) está catalogada como de tercera categoría, contando con un aforo de diez mil localidades. Construida en 1858 es una de las más antiguas de la provincia, e incluso más que la de la propia capital situada en la calle de Xátiva. Los festejos taurinos en Utiel, fueron y siguen siendo, motivo de reunión para los ciudadanos de los pueblos de alrededor.

## Historia
Existen diversos documentos que confirman la tradición taurina de la localidad valenciana de Utiel. Corridas de toros que se venían realizando ya en el siglo XVI en la Plaza del Ayuntamiento en el marco de la celebración tanto de coronaciones como de festividades religiosas.
El empuje y auge de la afición en la localidad hizo posible que se fundara la Sociedad Taurina La Utielana, que en sus inicios allá por 1857 contó con ciento tres socios. La afición, agrupada en esta sociedad, fue quien costeó la construcción del coso de mampostería que fue encargado a Alfonso Diego de Aroca.
La plaza de toros es un elemento muy significativo para el municipio Utiel, su fachada de entrada mudéjar y el olmo centenario de su patio que son señas de identidad. Además, cuenta el coso con un tejadillo de madera sostenido por ciento ocho columnas con volutas jónicas y el escudo laureado del municipio.

## Museo Taurino
En 1997 se inauguró en un anexo a la plaza el Museo Taurino, impulsado por la Peña Taurina Utielana que contó con la ayuda de la Sociedad Taurina y el Ayuntamiento de la localidad. Un museo  con carácter didáctico que recorre la historia de la tauromaquia local y cuenta además con piezas del Museo Taurino de la Diputación de Valencia.

## Feria Taurina
Utiel celebra su feria taurina a principios de septiembre en honor a la Santísima Virgen del Remedio. En 2018, la plaza acogió una corrida extraordinaria para celebrar su 160° aniversario. Fue el 21 de abril, una fecha que supuso el debut de la mítica ganadería de Victorino Martín en el coso valenciano.  La terna la formaron el manchego Rubén Pinar, el local Alberto Gómez y Jesús Duque.

## Guerra Civil y posguerra
Hay constancia documental de que, al menos desde abril de 1939 (ya terminada la guerra), se constituyó en el coso un campo de concentración para prisioneros republicanos, aparentemente de forma provisional. La custodia del mismo fue encomendada al 11° Tabor de Regulares de Larache, y ya el 3 de abril se hacinaban allí 5393 cautivos.